# ماریا الیزا کامارگو
ماریا الیزا کامارگو (تلفظ اسپانیایی: [maˈɾi.a eˈlisa kaˈmaɾɣo] ; متولد در گوایاکیل، اکوادور) یک بازیگر و فعال اکوادوری است. او به عنوان یک شرکت کننده در X Factor کلمبیا شروع کرد. او پس از تحصیل در رشته تئاتر در کودکی شروع به حضور در تله رمان‌های موسیقی کرد.
حرفه بازیگری بین‌المللی کامارگو با نقل مکان به مکزیک آغاز شد. او نقش‌های منفی متعددی را در برنامه‌های پربیننده تلویزیونی دریافت کرد.

## فیلم‌شناسی
| سال  | عنوان        | نقش‌ها          | یادداشت    |
| ---- | ------------ | -------------- | ---------- |
| ۲۰۱۴ | وولاندو باجو | ناتالی جانسون  |            |
| ۲۰۱۶ | تراسلوسیدو   | سلست           |            |
| ۲۰۱۸ | Unimundo 45  | ماریا آلخاندرا | فیلم کوتاه |
| ۲۰۱۹ | لس لئونز     | الویرا         |            |

| سال       | عنوان                           | نقش‌ها                                          | یادداشت‌ها           |
| --------- | ------------------------------- | ---------------------------------------------- | ------------------- |
| ۲۰۰۶      | فلوریسیتا                       | ناتالیا                                        |                     |
| ۲۰۰۷–۲۰۰۸ | "مارکا دل دیسو"                 | ماریا الگریا                                   | نقش اصلی: ۱۲۳ قسمت  |
| ۲۰۰۹      | ویرانو دی امور                  | ایزابلا روکا                                   | نقش اصلی: ۱۲۰ قسمت  |
| ۲۰۰۹–۲۰۱۰ | تا وقتی که پولمون از هم جدا بشه | مونیکا لیدسما                                  | نقش تکراری؛ ۲۵ قسمت |
| ۲۰۱۰–۲۰۱۱ | "لینا دی امور"                  | کریستل رویز و دی ترزا کوریل                    |                     |
| ۲۰۱۱–۲۰۱۲ | فلور سالواژ                     | کاتالینا لارزابال دو اورریتا                   |                     |
| ۲۰۱۲–۲۰۱۳ | چرا عشق من                      | پاتریشیا زوریلا                                | نقش اصلی؛ ۱۸۲ قسمت  |
| ۲۰۱۴      | در پوست دیگر                    | مونیکا سرانو / مونیکا آرریاگا / آدریانا اگوئلر | نقش اصلی: ۱۵۴ قسمت  |
| ۲۰۱۵–۲۰۱۶ | در پایین آسمان                  | ادلا مورالز                                    | نقش اصلی: ۱۲۲ قسمت  |
| ۲۰۱۷–۲۰۱۸ | دیر از کنسونی                   | پاتریشیا تهران                                 | نقش اصلی: ۱۰۵ قسمت  |
| ۲۰۱۹      | ال بارون                        | ایزابل گارسیا                                  | نقش اصلی: ۵۸ قسمت   |
| ۲۰۲۰      | جنگجو                           | ماریسول روکر                                   | ستاره مهمان         |
| ۲۰۲۳      | بازی‌های دروغ                    | آدریانا مولینا                                 | نقش اصلی            |

## آهنگ‌شناسی
| سال  | تنها               | یادداشت                     |
| ---- | ------------------ | --------------------------- |
| ۲۰۰۷ | "دیگاله"           |                             |
| ۲۰۰۷ | "اوترو آمور وندرا" |                             |
| ۲۰۰۷ | "لاس ماریاس"       | موسیقی سریال " علامت آرزو " |
| ۲۰۰۷ | "ای عشق"           |                             |
| ۲۰۰۷ | من شرم دارم        |                             |
| ۲۰۰۷ | برای شما           |                             |